# 九三学社宁夏回族自治区委员会
九三学社宁夏回族自治区委员会，简称九三学社宁夏区委会、九三学社宁夏回族自治区委、宁夏九三学社，是九三学社在宁夏回族自治区的地方组织。